# کاوالاکتون

ساختار کلی کاوالاکتون‌ها، که بدون پل R_{1}-R_{2} -O-CH_{2}-O- و با تمام پیوندهای دوگانه C=C ممکن نشان داده شده‌است.

کاوالاکتون‌ها (به انگلیسی: Kavalactone) دسته ای از ترکیبات لاکتونی هستند که در ریشه‌های کاوا و آلپینیا زرومبت (زنجبیل صدفی) یافت می‌شوند. کاوالاکتون‌ها به دلیل داشتن اثرات سایکو اکتیو بلقوه، از جمله فعالیت‌های ضد اضطراب و آرام‌بخش/خواب‌آور، در دست تحقیق هستند.